# Заводской (Акмолинская область)
Заводской (каз. Зауыт) — посёлок городского типа. Входит в состав городской администрации Степногорск. Образует одноименную поселковую администрацию «Посёлок Заводской».
- Код КАТО — 111841100[4].
- Код КАТО администрации —111841000[5].

## География
Посёлок расположен в 14 км на северо-восток от Степногорска. Через посёлок проходит автомобильная дорога P-6. В северной части имеется станция Заводская. 

## История
Возник в 1969 году при строительстве предприятия военной промышленности.

## Население
В 1999 году население посёлка составляло 3991 человек (1869 мужчин и 2122 женщины). По данным переписи 2009 года, в посёлке проживали 3504 человека (1659 мужчин и 1845 женщин).
По данным на начало 2019 года население посёлка составляло 3964 человека (2012 мужчины и 1952 женщины)
| Численность населения | Численность населения | Численность населения | Численность населения | Численность населения | Численность населения | Численность населения |
| 1970                  | 1979                  | 1999                  | 2009                  | 2011                  | 2012                  | 2013                  |
| --------------------- | --------------------- | --------------------- | --------------------- | --------------------- | --------------------- | --------------------- |
| 8248                  | ↘5298                 | ↘3991                 | ↘3504                 | ↗3671                 | ↗3773                 | ↗3832                 |
| 2014                  | 2015                  | 2016                  | 2018                  | 2019                  | 2020                  | 2021                  |
| ↗3846                 | →3846                 | ↘3840                 | ↗3905                 | ↗3964                 | ↘3959                 | ↘3956                 |